# Friesoythe
Friesoythe is een plaats en gemeente in de Duitse deelstaat Nedersaksen. De gemeente maakt deel uit van het Landkreis Cloppenburg. Friesoythe telt 22.512 inwoners.

## Plaatsen in de gemeente Friesoythe
De gemeente is in zes Ortschaften verdeeld, te weten:
1. Altenoythe: 5.761 inwoners
2. Friesoythe: 10.864
3. Gehlenberg: 1.667
4. Markhausen: 2.237
5. Neuscharrel: 983
6. Neuvrees: 957

Totaal aantal inwoners: 22.469, exclusief tweede-woningbezitters.
Bron bevolkingscijfer: www.friesoythe.de/unsere-stadt/statistiken/einwohnerzahlen/ Gemeentewebsite              
Daarnaast is de gemeente verdeeld in 22 Ortsteile, die ieder deel uitmaken van een Ortschaft. Het nummer tussen haakjes correspondeert met dat van de hierboven opgesomde Ortschaften. Het bevolkingscijfer is aan dezelfde bron als dat van de Ortschaften ontleend. 
Ortsteile, volgens onderstaande lijst:
- Ahrensdorf (2): 212 inw.
- Altenoythe (1): 2.472
- Augustendorf (4): 232
- Edewechterdamm(1): 860
- Ellerbrock (4): 316
- Friesoythe-stad (2): 9.207
- Gehlenberg (3): 1.667
- Heinfelde (1): 47
- Hohefeld (1): 857
- Ikenbrügge (2): 26
- Kampe (2): 749
- Kamperfehn (1): 538
- Markhausen (4): 1.511
- Mehrenkamp (2): 129
- Mittelstenthüle (1): 789
- Neumarkhausen (4): 178
- Neuscharrel (5): 983
- Neuvrees (6): 957
- Schwaneburg(1): 59
- Schwaneburgermoor(2): 449
- Thülsfelde(2): 87
- Vorderstenthüle(1): 139

Thüle bestaat uit Mittelsten- en Vorderstenthüle.

## Ligging, verkeer, vervoer
De gemeente ligt grotendeels in een zeer uitgestrekt hoogveengebied, het Vehnemoor, dat op circa 8 meter boven zeeniveau ligt. Het  zuiden van de gemeente is hoger (tot 39 m) en zanderiger. Dit gebied is grotendeels met productiebos ( dennen en andere naaldbomen) beplant. Hier bevinden zich ook enige fraaie beekdalen, waaronder dat van het riviertje de Soeste. Daarin ligt de Thülsberger Talsperre, een natuur- en recreatiegebied.

### Wegverkeer
De gemeente wordt doorsneden door twee belangrijke hoofdwegen: de van noordwest naar zuidoost lopende Bundesstraße 72 van Emden naar Cloppenburg, en de Bundesstraße 401 die in west-oostrichting van Dörpen naar de stad Oldenburg loopt. Bij Neuscharrel kruisen deze wegen elkaar.

### Openbaar vervoer
Friesoythe is door een spoorlijntje verbonden met Cloppenburg. Hierover rijden echter geen reizigerstreinen. Het is een museumspoorlijn. Incidenteel rijden er goederentreinen over deze lijn, die in de productiebossen gevelde boomstammen transporteren. Mogelijkerwijs zal deze spoorlijn als verbinding met het C-Portproject (zie: Economie) worden opgewaardeerd, echter ook dan alleen voor goederenvervoer.
Openbaar-vervoerreizigers zijn aangewezen op, eens per twee uur rijdende, streekbussen naar Cloppenburg en naar Oldenburg v.v. Af en toe rijden deze bussen door naar de dorpen van de gemeente Saterland. Verder rijden er nog enige scholierenbuslijnen.

### Waterwegen
Aan de noordkant van de gemeente, evenwijdig aan de B 401, loopt het voor binnenvaartuigen bevaarbare Küstenkanaal. Van de riviertjes en beken in de gemeente is de sterk meanderende Soeste, een zijrivier van de Jümme, de belangrijkste. Er kunnen alleen kano's en kleine roeiboten op varen. Drie andere beken van enige omvang heten Marka (bij Markhausen), Streek (direct ten noorden van Friesoythe zelf) en Lahe (in het veen ten zuidoosten van Edewechterdamm). Ook deze beken zijn alleen van belang voor de waterhuishouding en vanwege hun natuurwaarde.
Het plaatsje Kamperfehn, aan het oude Elisabethfehnkanal ligt als enige van de gemeente Friesoythe ten noorden van het Küstenkanal. Het is een 19e-eeuwse veenkolonie.

## Economie
De economie van de gemeente is, ondanks de hieronder vermelde nieuwe ontwikkelingen, deels nog op de agrarische sector gericht; de turfwinning, die gedurende de periode 1880-1980 van belang was, is zo goed als geheel verleden tijd.  Door het aanwezige natuurschoon is ook het toerisme van enig belang. In de dienstensector valt verder op dat de stad een eigen, rooms-katholiek ziekenhuis met 130 bedden heeft.
C-Port is een handelsmerknaam voor een industrie- en nijverheidsgebied aan het Küstenkanaal in het noordelijke Oldenburger Münsterland in de Landkreis Cloppenburg. De c-Port wordt door een speciaal daarvoor opgerichte instantie geëxploiteerd. Deze draagt de naam Zweckverband Interkommunaler Industriepark Küstenkanal en is statutair gevestigd in de gemeente Saterland. Deelnemers in dit Zweckverband zijn de stad Friesoythe (32,97 %), de gemeente Saterland (32,97 %), de Landkreis Cloppenburg (27,47 %), en de gemeente Bösel (6,59 %).

## Geschiedenis

### Tot 1800
Het zuidwesten van het gemeentegebied ligt bij de oude heuvelrug Hümmling. Met name in de aangrenzende Samtgemeinde Sögel zijn veel megalietmonumenten, zoals hunebedden, gevonden; op Friesoyther gebied niet. Toch wordt vermoed dat Gehlenberg in een omgeving ligt, waar al sedert de jonge steentijd mensen gewoond hebben. 
De naam Friesoythe stamt van de naam der Friezen en Oythe, wat als: op een eiland, c.q. bewoonbaar hoger gebied te midden van drassig veen, kan worden uitgelegd. Vergelijk -oog in de eilandnamen Schiermonnikoog, Langeoog.
In de 9e eeuw stichtte de missionaris en abt Gerbert Castus (van Visbek uit Nedersaksen) diverse kerkjes in deze streken, waarop een aantal van de huidige parochiekerken teruggaat. Deze kerken waren in de tweede helft van de 9e eeuw tijdelijk in bezit van de Abdij van Corvey. In de huidige gemeente Friesoythe was in die tijd Altenoythe kerkelijk gezien het belangrijkst. In de 13e eeuw stichtten de graven van Tecklenburg aan het riviertje de Soeste een marktnederzetting. Zij bouwden daar rond 1227 ook een kasteel, dat echter in de Münsterse tijd (na 1400) werd verwoest. In 1308 stelde de drost van dit graafschap een document ten behoeve van kooplieden uit Osnabrück op, waarin hun vrijgeleide voor de reis naar en van een markt in oppido Oytha, de stad Oythe, werd gegarandeerd. Friesoythe bezat dus reeds in 1308 stadsrechten. Uit andere 14e-eeuwse documenten kan worden geconcludeerd, dat Oythe een stad was met verscheidene markten, en vermoedelijk zelfs een Latijnse school. Wel was Friesoythe tot 1609 kerkelijk nog onderhorig aan de parochie Altenoythe. In het jaar 1400 verloor Tecklenburg de stad en haar omgeving aan het prinsbisdom Münster en zijn vazallen. Friesoythe had vanaf de late 14e eeuw de reputatie, over een gilde van zeer goede smeden te beschikken, die zeisen en sikkels van uitmuntende kwaliteit konden maken. De benodigde grondstof, ijzeroer, kwam in de omgeving van nature veel voor. In de 18e eeuw ging deze nijverheid, vanwege concurrentie van elders, verloren.
Door de Reformatie in de 16e eeuw gingen vele inwoners van de gemeente tot het evangelisch-lutherse geloof over. Maar in de 17e eeuw wist de landheer, het prinsbisdom Münster, door een succesvolle contrareformatie bijna alle christenen in Friesoythe te rekatholiseren. De Sint-Vituskerk te Altenoythe bijvoorbeeld was van 1549-1668 protestants. Tot in 2019 zijn verreweg de meeste christenen in de gemeente rooms-katholiek.
In de 17e eeuw werd de stad in het Nederlands Vris uyt genoemd. De stad kende toen een Moorporten (veenpoort) en een St.-Marien-Kirche. In 1616 vormde Friesoythe samen met een aantal Hanzesteden een alliantie met de Verenigde Provinciën der Nederlanden tegen Denemarken. Koning Christiaan IV van Denemarken had in maart van dat jaar de Deense Oost-Indische Compagnie opgericht, een concurrent voor de VOC en de Hanzesteden.

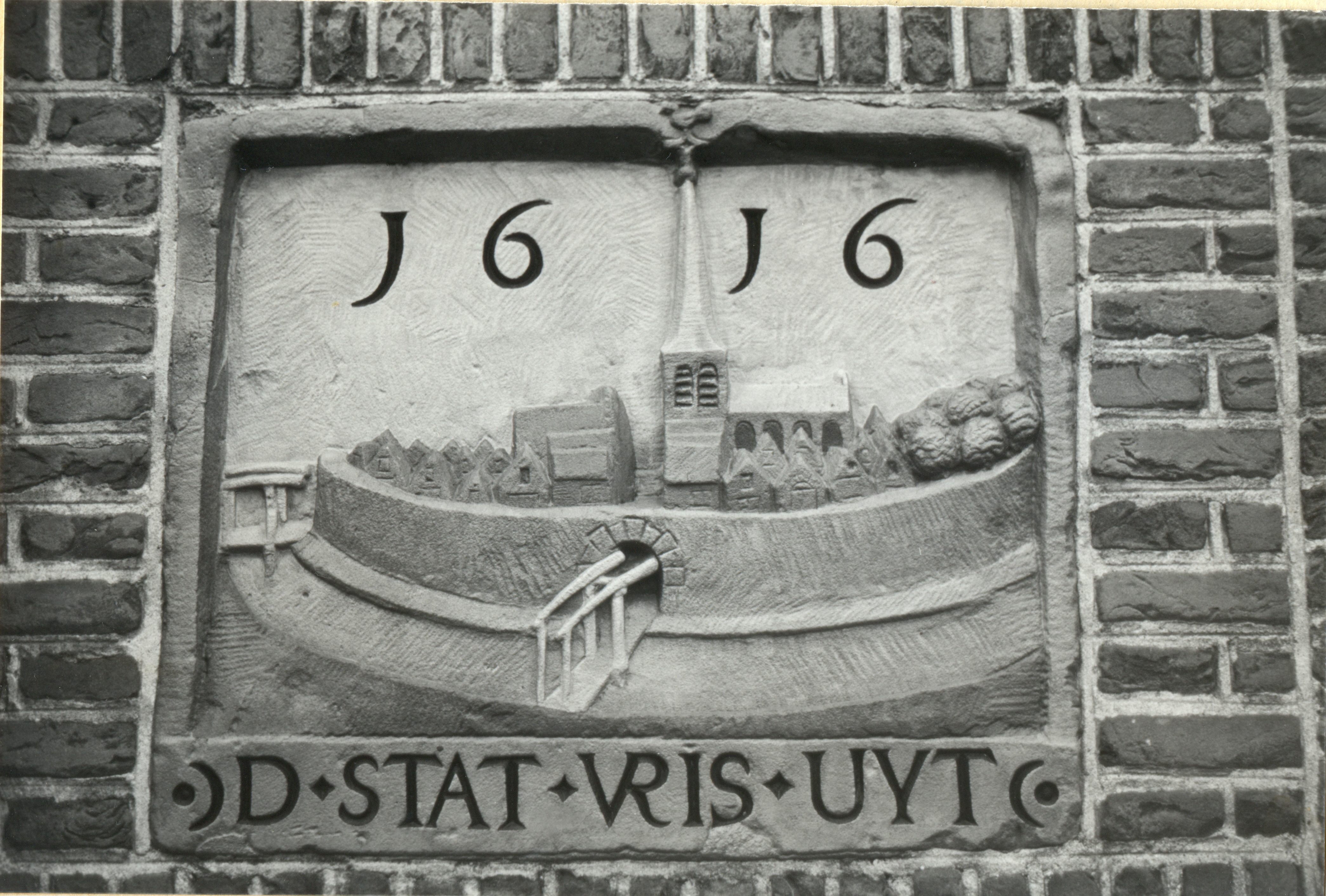
Zicht op Friesoythe op een gevelsteen in Delft

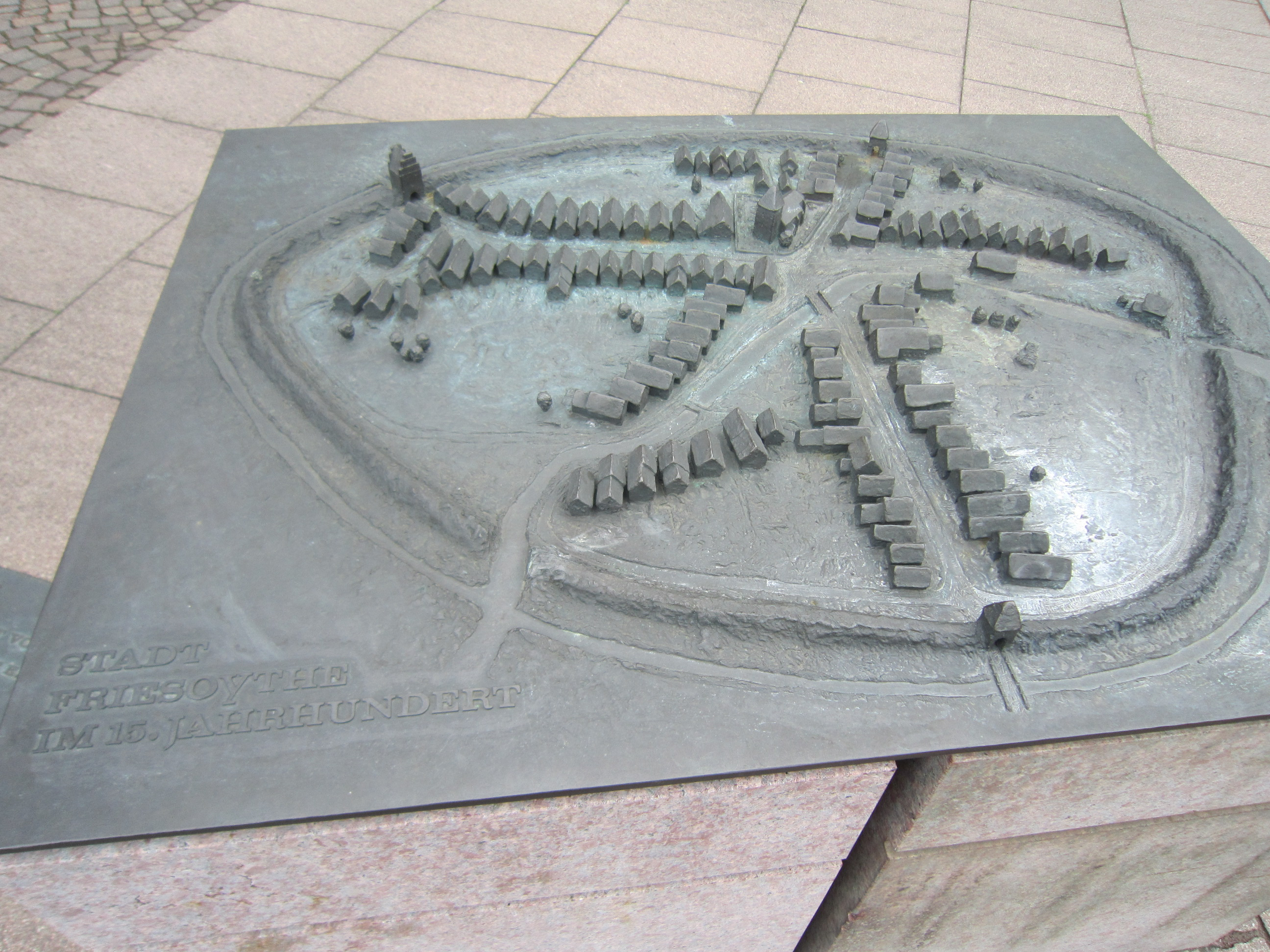
Bronzen maquette van Friesoythe in de 15e eeuw
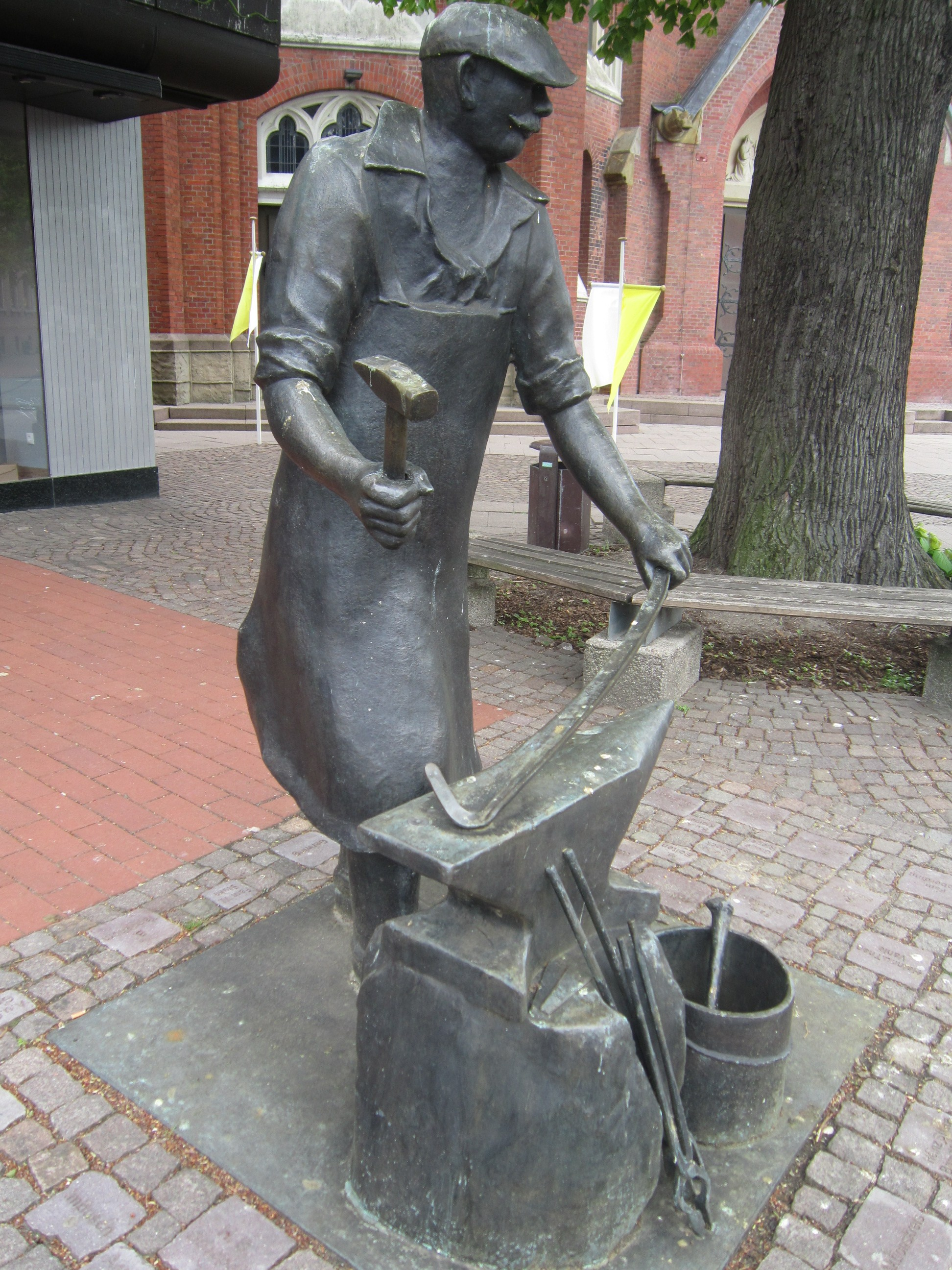
Standbeeld van een zeisensmid ter herinnering aan dit hier in de middeleeuwen bloeiende ambacht

### 1800-1933
Vanaf 1803 maakte de gemeente deel uit van het Groothertogdom Oldenburg. Dit ging later in het Duitse Keizerrijk op. In de 19e en vroege 20e eeuw ontwikkelde zich de grootschalige turfwinning, met als neveneffect het vrijkomen van nieuwe landbouwgrond, in de vele hoogveenmoerassen in het gemeentegebied. Reeds in 1815 ontstond zo de veenkolonie Augustendorf, genoemd naar August van Oldenburg, prins en later groothertog van Oldenburg. Zie ook Edewechterdamm.
In 1821 brandde het dorp Scharrel, gemeente Saterland, geheel af. Een gedeelte van de inwoners stichtte daarop meer zuidelijk een nieuw dorp, Neuscharrel en ging daar stukken veen ontginnen.

### Nazi-tijd enTweede Wereldoorlog

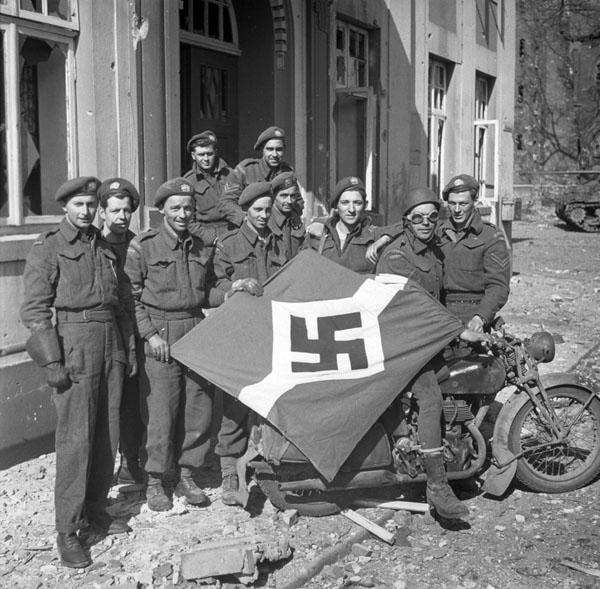
Canadese troepen te Friesoythe
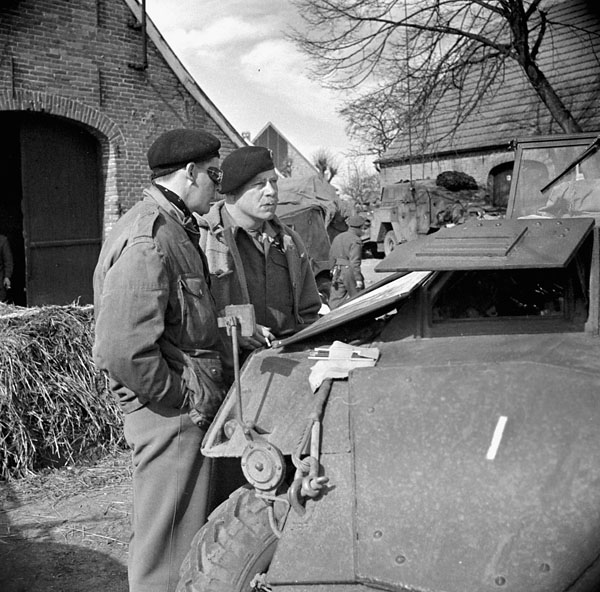
Brigadier RW Moncel (links) en Majoor-General Christopher Vokes, commandant van 4th Canadian Armoured Division, observeren een Duitse tegenaanval, Sögel
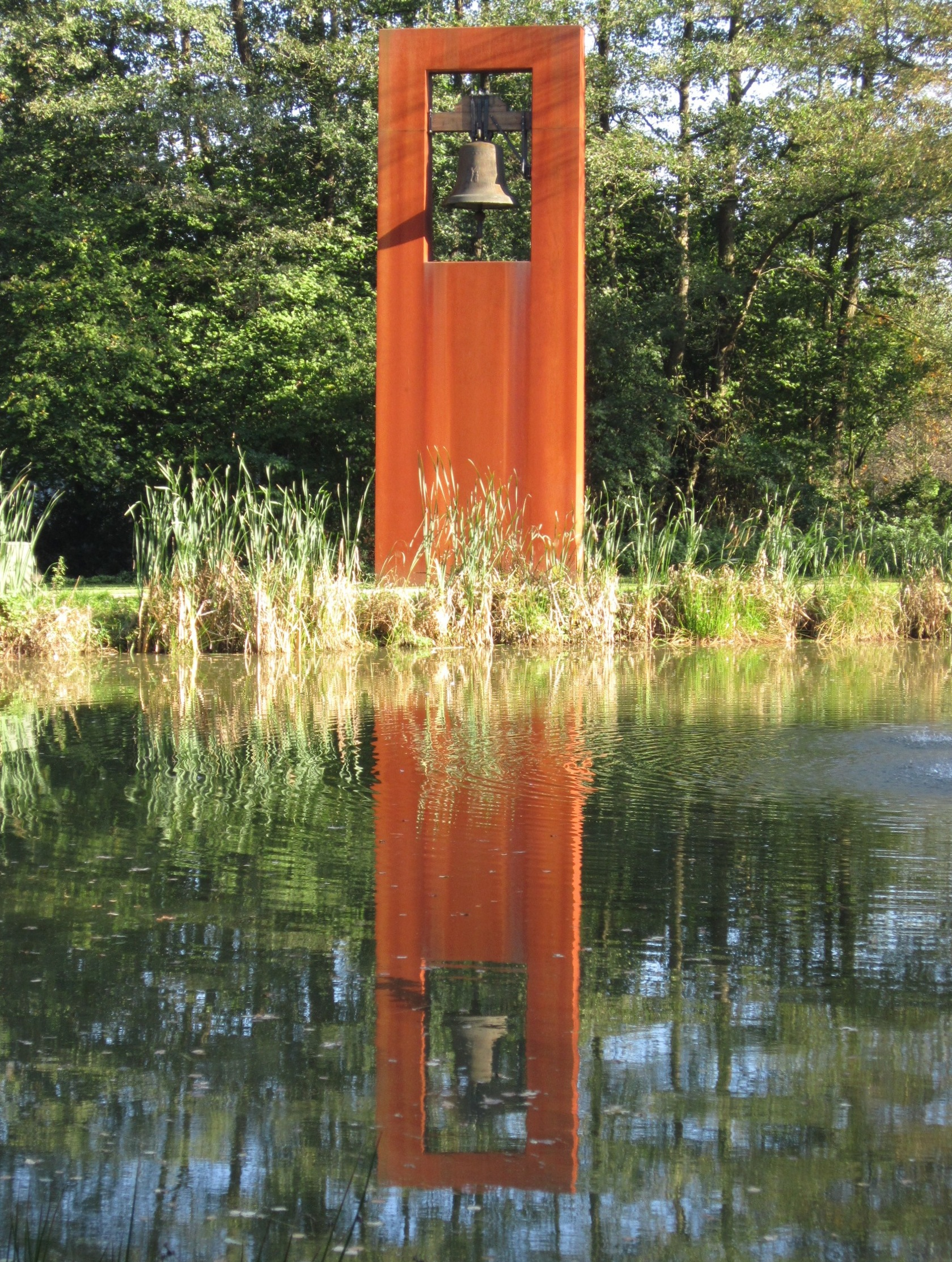
Oorlogsmonument: Friedensglocke (vredesklok) in het stadspark

Op 13 en 14 april 1945 werd Friesoythe door Canadese troepen van The Argyll and Sutherland Highlanders of Canada veroverd en systematisch verwoest, voor het grootste deel door de huizen van de stad in brand te steken. Ook het aan de noordoostkant gelegen dorp Altenoythe trof dit lot.
Aan het eind van de Tweede Wereldoorlog rukten de Canadezen op richting de Noord-Duitse havensteden Emden, Wilhelmshaven en Bremen. De bodem in dit laaggelegen, drassige gebied was zeer nat, zodat de troepen met hun oprukkende tanks en andere voertuigen op goed bestrate wegen waren aangewezen. Ten zuiden van Friesoythe stuitten de Canadezen op 13 april 1945 op Duitse militairen, onder wie Fallschirmjäger, goed getrainde parachutisten, die een strategisch belangrijk kruispunt van wegen verdedigden. De voorafgaande dagen hadden de Duitsers zelf de burgerbevolking van Friesoythe geëvacueerd. Commandant Christopher Vokes gelastte in de nacht van de 13e op de 14e aan The Argyll and Sutherland Highlanders (Princess Louise's), onder commando van luitenant-kolonel Frederick Wigle, de stad door middel van een flankaanval te veroveren. Des morgens om 10.30 uur waren zij hierin geslaagd, maar twee uur eerder had een groep van 50 Duitsers nog kans gezien, in een verrassingsaanval het Canadese tactische hoofdkwartier tijdelijk in te nemen, waarbij Wigle en verscheidenen van zijn kameraden sneuvelden. De door de vertraging van de opmars reeds geïrriteerde Vokes vernam een gerucht, dat Wigle door een Duitse burger uit Friesoythe in de rug zou zijn geschoten, ontstak in grote woede en beval Friesoythe af te branden. Daarop werden Friesoythe en het aangrenzende Altenoythe door gebruik van onder andere vlammenwerpers en fosforgranaten verwoest. In een Canadees oorlogsdagboek werd Friesoythe vergeleken met een scène uit De Hel in Dante Alighieri's Divina Commedia. Later bleek dat de man, die Wigle gedood had, wel degelijk een Duitse militair was geweest. De verwoesting van Friesoythe wordt daarom, ook in Engelstalige historische documenten, beschouwd als een onnodige represaille en dus een oorlogsmisdaad.
In de daarop volgende dagen vond de slag om Edewechterdamm plaats, waarbij de Canadezen na zware strijd een bruggenhoofd vestigden aan de noordzijde van het Küstenkanaal, teneinde verder via Edewecht en Bad Zwischenahn naar Wilhelmshaven op te rukken.

### Na 1945
Het dorpje Neuvrees behoort tot de plaatsjes, die door de geallieerde bezettingsautoriteiten direct na de Tweede Wereldoorlog aan mensen uit Polen werden toegewezen. De Duitse bevolking van zulke dorpjes werd daartoe gedeporteerd. Van 27 mei 1945 tot december 1946 heette Neuvrees  „Kasperkowo“. De Poolse bewoners bouwden ook een eigen kerkje, dat is blijven staan. Begin 1947 trokken de Polen weg naar elders en kregen de Duitse inwoners hun bezittingen in Neuvrees terug.
Na de oorlog zijn Friesoythe en ook Altenoythe snel weer opgebouwd. Bij een gemeentelijke herindeling in 1974 werden Friesoythe en vijf omliggende kleine gemeenten, die thans Ortschaften van de stad zijn, tot één gemeente verenigd.
In de jaren 1980 gingen, na het beëindigen van de turfwinning, een aantal grote veengebieden geleidelijk over in handen van natuurbeheerders. Verscheidene hoogveenreservaten werden ingericht. Op een aantal plaatsen probeert men, door een veranderde waterhuishouding, (vernatting), in de komende eeuwen de hoogveenflora en -fauna te herstellen. 

## Bezienswaardigheden, natuurschoon, recreatie
- De oude, deels romaanse rooms-katholieke Sint-Vituskerk te Altenoythe, met in het interieur laatmiddeleeuwse muur- en plafondschilderingen
- De neogotische rooms-katholieke Maria-kerk, die in 1910 gebouwd werd in plaats van de oude, 16e-eeuwse kapel, is het enige bouwwerk in het centrum van Friesoythe, dat de verwoesting van 1945 ongeschonden heeft doorstaan. De toren dateert van 1886. In het interieur o.a. een 14e-eeuws triomfkruis, een 18e-eeuws barok altaar en een monumentaal orgel.
- Ook het uit 1906 daterende oude postkantoor heeft de catastrofe van 1945 doorstaan. Er is thans een postmuseum in gevestigd.
- Kanotochtjes op de Soeste vormen vooral in de zomer een geliefd, en in de gemeente ook sterk gepromoot, tijdverdrijf.
- Ten zuiden van het dorp Thüle, in de richting Cloppenburg, is het meer dan 400 ha grote natuur- en recreatiegebied  Thülsfelder Talsperre. Dit ligt gedeeltelijk in de aangrenzende gemeenten Garrel en Molbergen.  De stuwdam (Talsperre) is 3,1 km lang, maximaal 70 m dik en 9 m hoog. Het hierdoor in 1927 ontstane stuwmeer herbergt talrijke beschermde soorten vissen, en aan zijn oevers, vogels. Langs delen van het stuwmeer zijn dagrecreatiemogelijkheden gecreëerd. Daaronder zijn campings, een café-restaurant, een badstrand, waar ook gezwommen mag worden, wandel- en fietsroutes en een zgn. klauterbos voor de kinderen.
- Dicht bij dit stuwmeer  bevindt zich een dierentuin, annex pretpark met de naam Tier- und Freizeitpark Thüle. Het park bestaat sinds 1965 en heeft een oppervlakte van 17 hectare. Het park richt zich vooral op bezoekende gezinnen met kinderen van 4-11 jaar.
- Toeristische ritten in de zomer en in de weekends met historische treinen op het spoorlijntje naar Cloppenburg.
- Kulturzentrum Mühlenberg  te Gehlenberg is de naam van een groep gebouwen, die in feite een openluchtmuseum vormen. Er is een gebouw als streekmuseum in gebruik, en verder is er onder andere een houtzagerij, een windmolen, en een restaurant. Er worden demonstraties van oude ambachten gegeven.

## Partnerschappen
- Er bestaat een jumelage met Swiebodzin (Schwiebus), Polen, sinds 1998.
- Friesoythe is, als stad met een oude traditie in het smidsambacht, lid van de Ring of the European Cities of Iron Works. Binnen deze organisatie wordt de herleving, bijvoorbeeld in museaal verband, van traditionele ijzerbewerking bevorderd.

## Belangrijke personen in relatie tot de gemeente

### Geboren
- Heinrich Totting von Oyta, (1330 te Altenoythe - 1397 te Wenen) professor in de theologie, oprichter van de theologische faculteit van de universiteit van Wenen

## Afbeeldingen

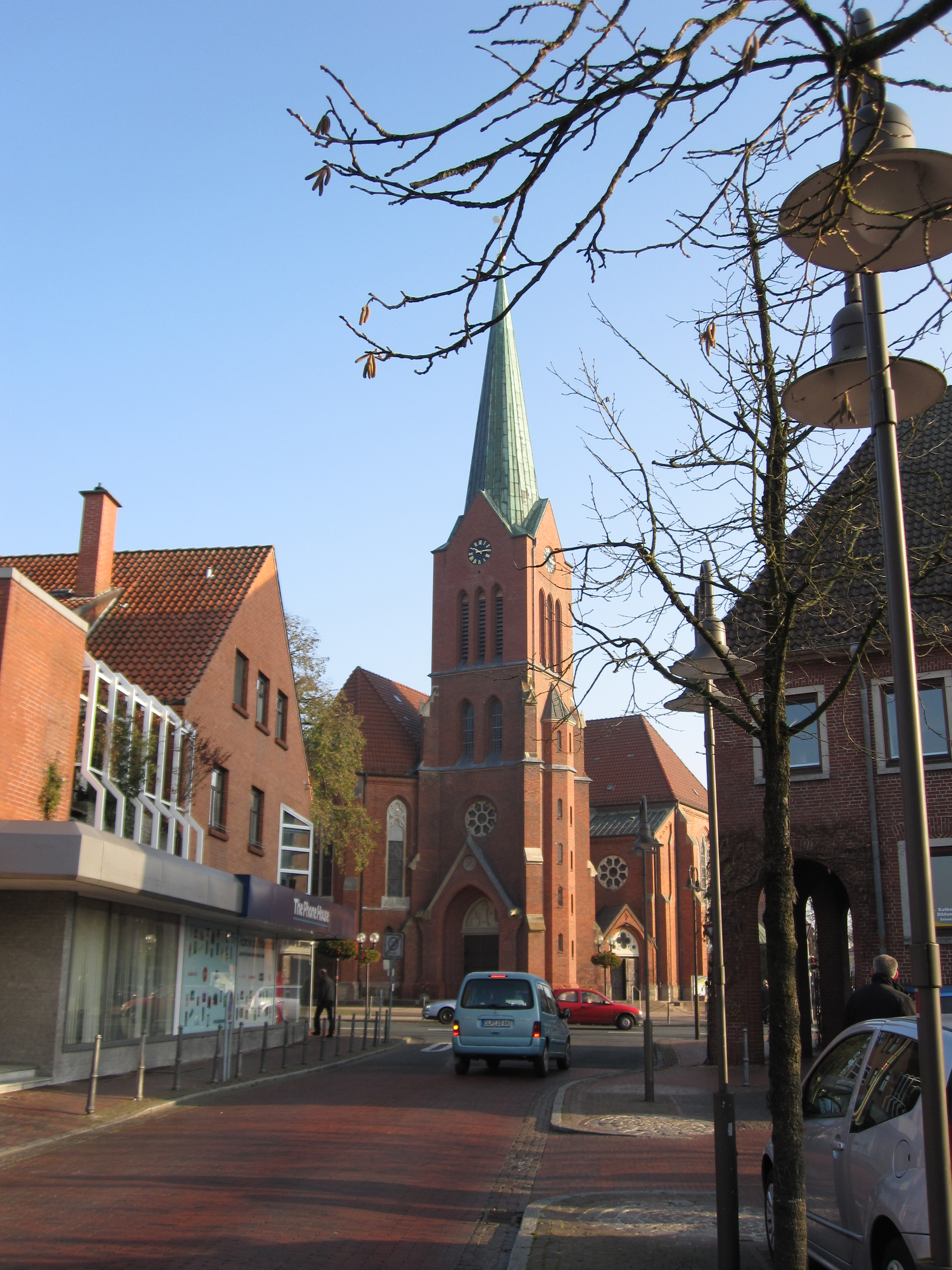
De na WO II herstelde R.K. Mariakerk, Friesoythe
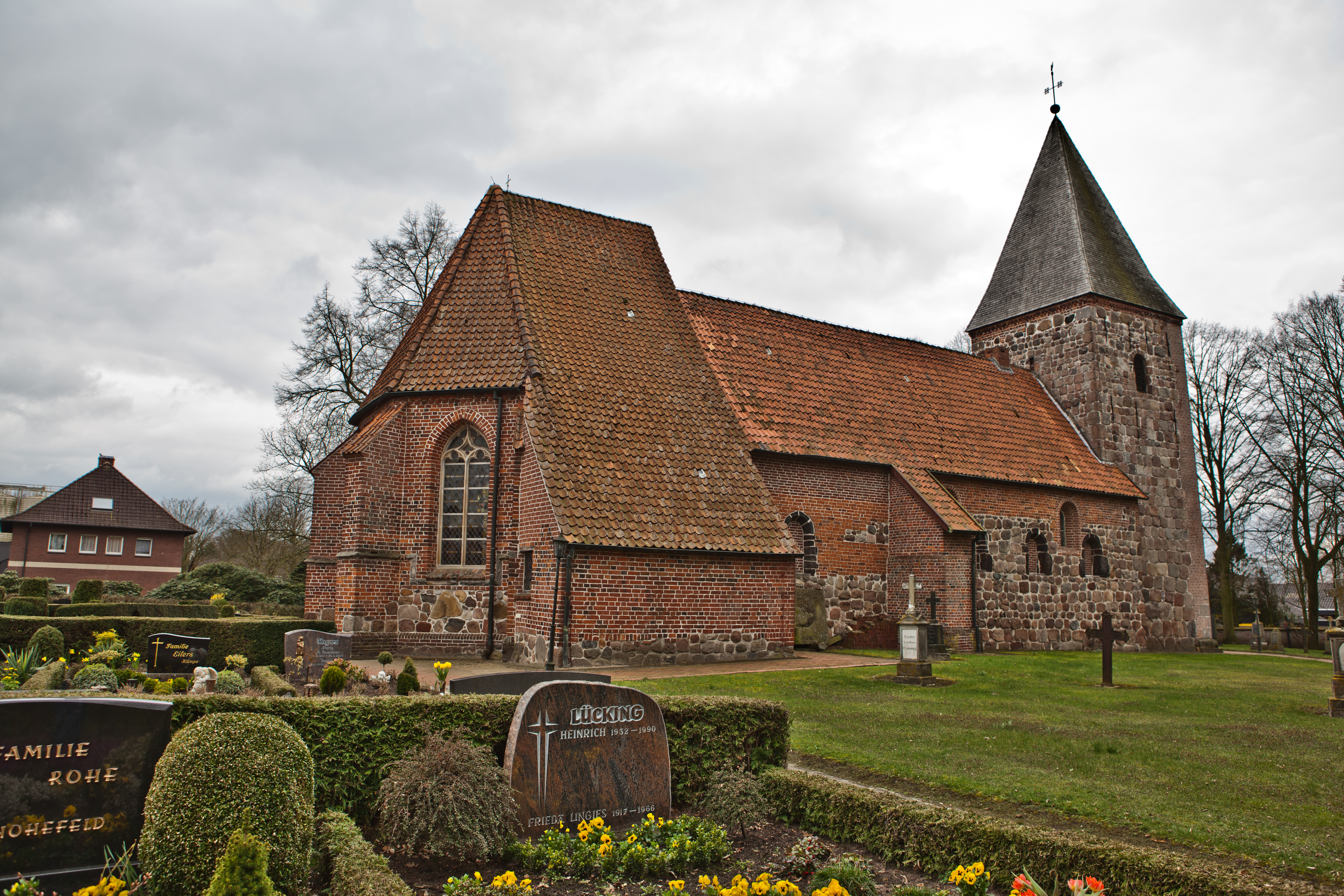
Sint-Vituskerk, Altenoythe
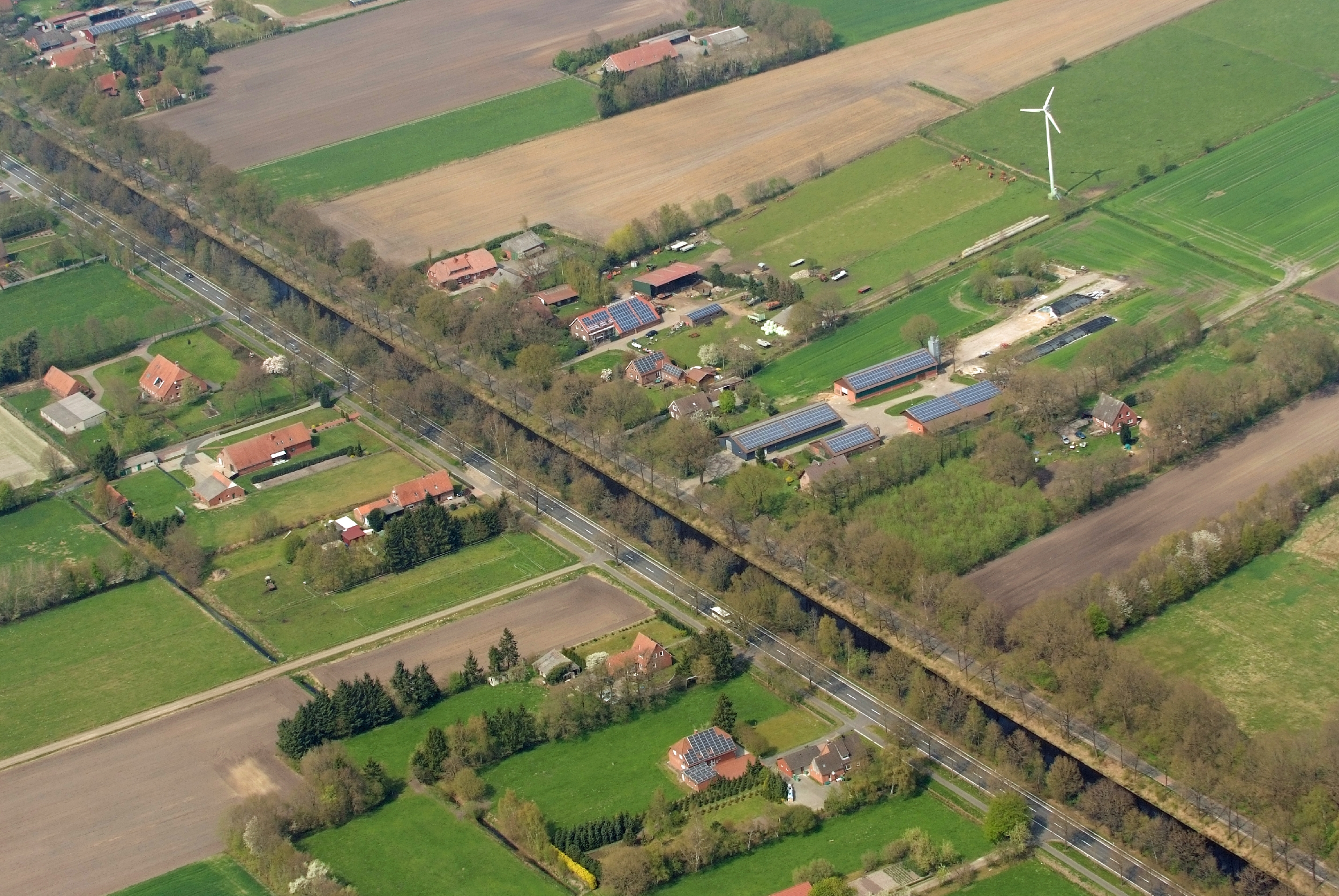
Kamperfehn aan het Elisabethfehnkanal
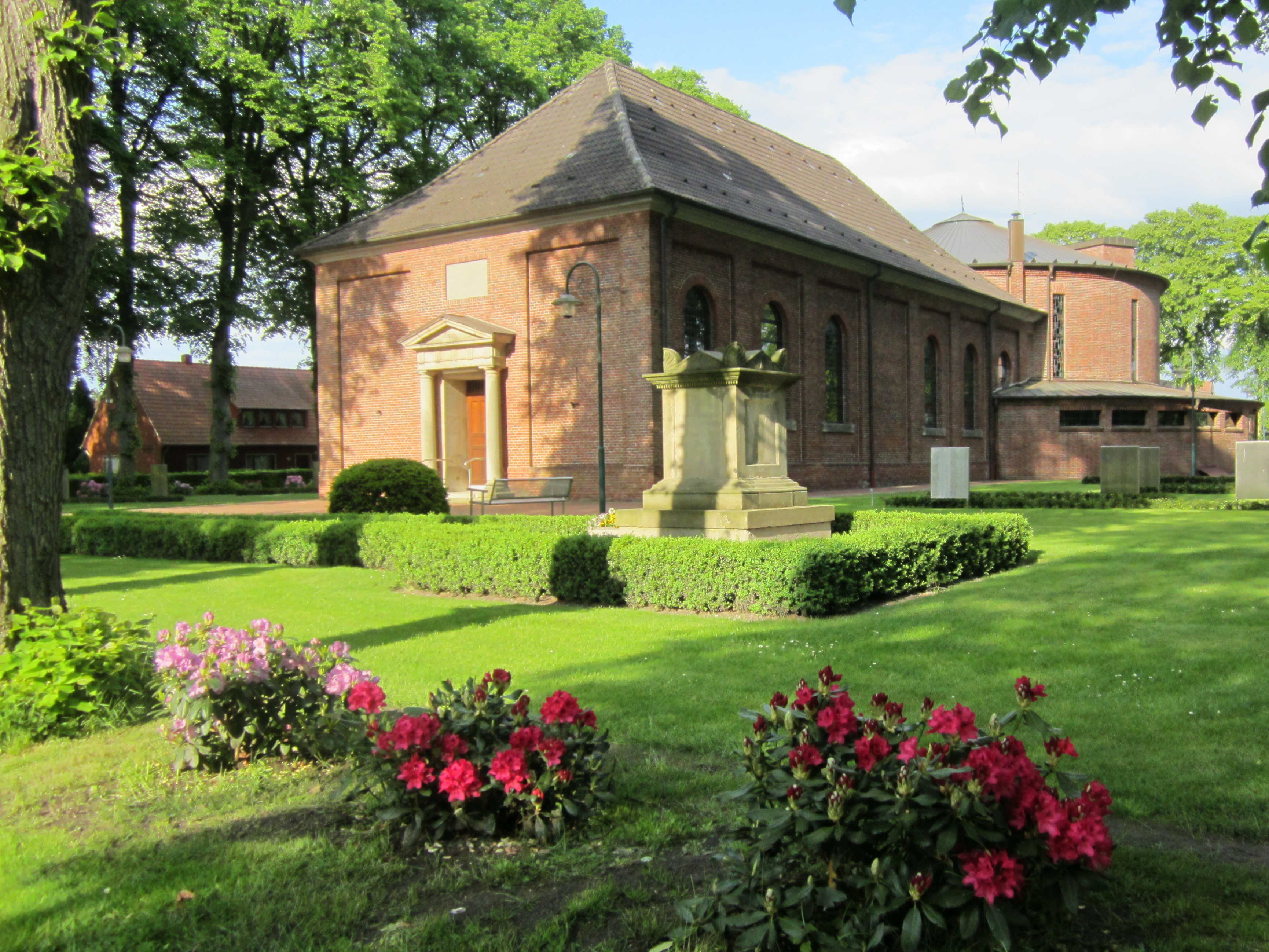
St.Prosperkerk, Gehlenberg (1831)
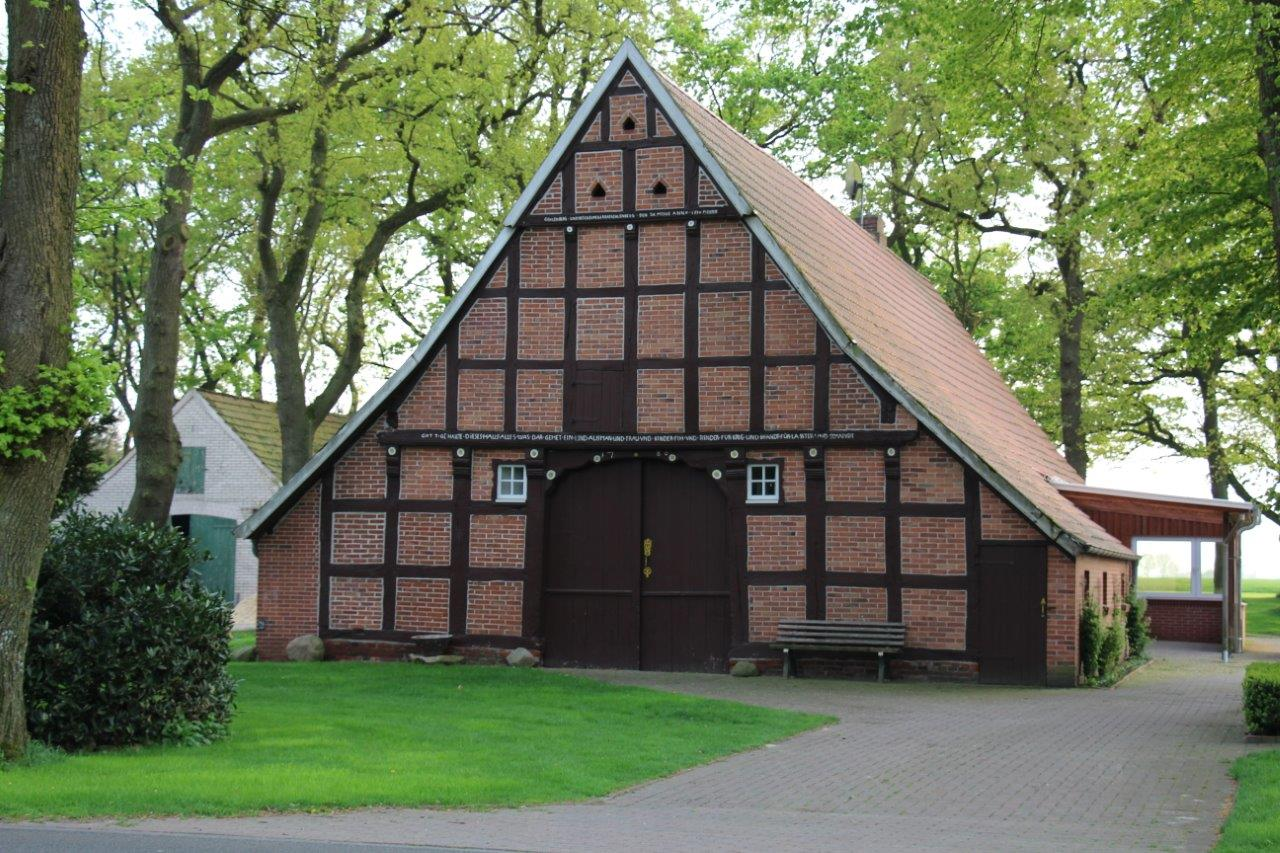
Oud huis in Gehlenberg
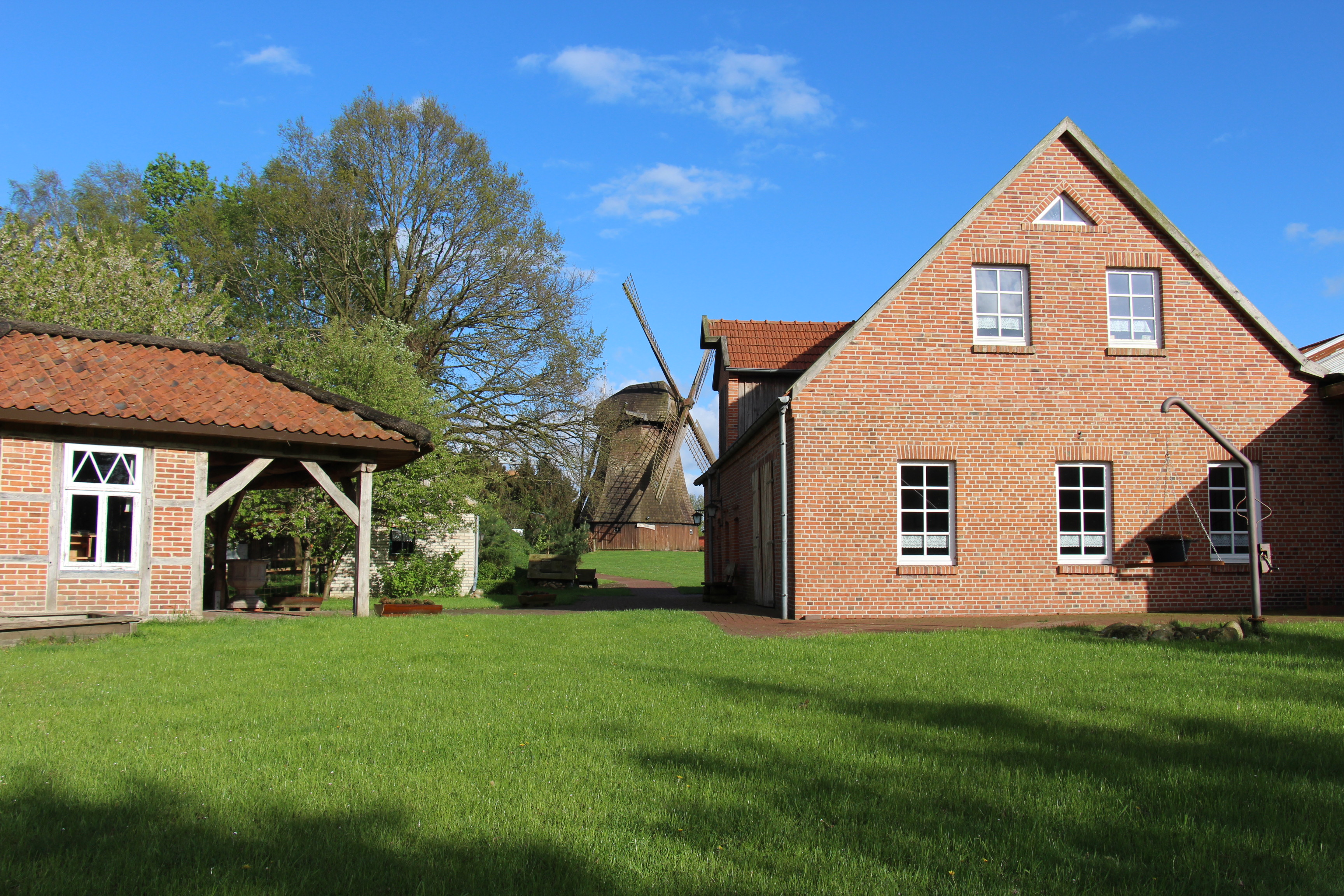
Kulturzentrum Mühlenberg te Gehlenberg
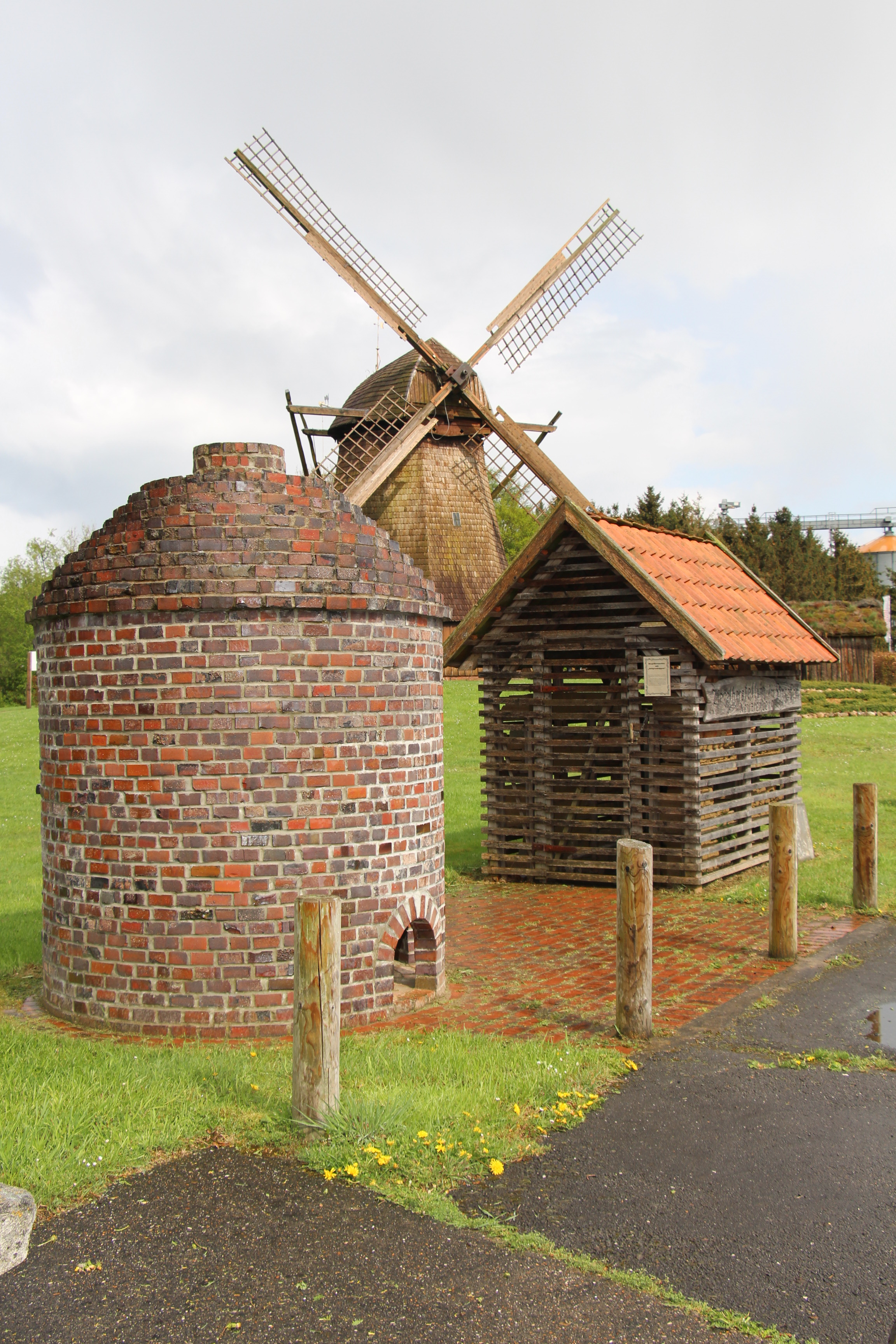
Ringoven voor ijzerbewerking in dit museumcomplex